# Tiel
Tiel – miasto i gmina w środkowo-wschodniej Holandii (prowincja Geldria). Liczy ok. 41 tys. mieszkańców (2008).